# 僖康王
僖康王(？—838年)；姓金名悌隆，一云悌顒，是新罗国第四十三代君主，伊飡金憲貞之子，惠康太子金礼英之孫，元聖王曾孫，母包道夫人朴氏。在位三年，为金明作亂，被逼自縊。諡僖康，金明自立爲閔哀王。

## 后妃
- 妃文穆夫人金氏——大阿飡金忠恭女